# Deutscher Lehrerverein
Der Deutsche Lehrerverein (DLV) bestand vom 28. Dezember 1871 bis zur Gleichschaltung der Lehrerverbände im Nationalsozialistischen Lehrerbund 1933.

## Geschichte
Vorgänger des Deutschen Lehrervereins war der 1848 in Eisenach gegründete Allgemeine Deutsche Lehrerverein, der unter nationalstaatlich-demokratischem Vorzeichen die Lehrer aller Schulformen zu vereinigen suchte. Der DLV konnte jedoch fast ausschließlich Volksschullehrer als Mitglieder gewinnen. Bis zum Beginn des 20. Jahrhunderts schlossen sich ihm Lehrervereine aus ganz Deutschland an, als einer der letzten 1904 auch der Bayerische Lehrerverein. Eine zentrale Rolle spielte der 1880 gegründete Berliner Lehrerverein, aus dem die meisten Mitglieder der Vereinsführung kamen.
Bei Kriegsbeginn 1914 erreichte der DLV einen Mitgliederbestand von 131.748 und repräsentierte damit rund drei Viertel aller männlichen Volksschullehrer. Auch in der Weimarer Republik war er mit über 140.000 Mitgliedern der größte aller Lehrerverbände. Darunter waren um 1930 auch 10 Prozent Lehrerinnen, die mehrheitlich in eigenen Vereinen wie dem  Allgemeinen Deutschen Lehrerinnenverein organisiert waren.
Vereinsorgan des DLV war die 1872 begründete „Pädagogische Zeitung“, die 1919 den Titel der aus der Lehrerbewegung von 1848 stammenden, aber 1914 eingestellten Allgemeinen Deutschen Lehrerzeitung übernahm.

## Programmatik
Die schulpolitische Diskussion innerhalb des DLV erreichte erst unmittelbar vor Kriegsbeginn einen Stand, der die Erarbeitung eines geschlossenen Programms ermöglichte. 1914 forderte die Deutsche Lehrerversammlung in Kiel eine „organisch gegliederte nationale Einheitsschule, die einen einheitlichen Lehrerstand zur notwendigen Voraussetzung hat und in der jede Trennung nach sozialen und konfessionellen Rücksichten beseitigt ist“. Dieser Ansatz wurde dann im Schulprogramm von 1919 entfaltet, das bis 1933 gültig blieb.
Konkret resultierte daraus die Forderung, auch die Volksschullehrer an der Universität auszubilden, und zwar an neu zu schaffenden erziehungswissenschaftlichen Abteilungen. Dabei war einkalkuliert, dass die Akademisierung der Vorbildung mittelfristig auch zu einer höheren Besoldung führen musste. Stimmte der Deutsche Lehrerverein hierin mit dem konkurrierenden Katholischen Lehrerverband grundsätzlich überein, so gab es eine scharfe Gegnerschaft in der Frage der weltanschaulichen Gliederung de Volksschule. Der DLV lehnte die Konfessionsschule entschieden ab, war aber in der Frage zerstritten, ob die Alternative in einer christlich geprägten überkonfessionellen oder einer rein weltlichen Schule bestehen sollte. In der Schulpolitik der Weimarer Republik ließen sich allerdings beide Alternativen nicht umsetzen. Vielmehr sah sich der DLV in dieser Frage schon bald in der Defensive.

## Führende Mitglieder
Der bekannteste Funktionär war der linksliberale Johannes Tews, daneben auch Carl Pretzel (Vater von Sebastian Haffner), ein Mitglied der DDP und Berliner Schulleiter bzw. später Ministerialrat. Die Vorsitzenden Gottfried Röhl (1904–1925) und Georg Wolff (1925–1933) gehörten ebenso der DDP an.